# غوستا دانيلسون
غوستا دانيلسون (بالسويدية: Gösta Danielsson)‏ هو لاعب شطرنج سويدي، ولد في 24 يونيو 1912 في Helenelund ‏ في السويد، وتوفي في 17 أكتوبر 1978 في Knivsta ‏ في السويد.

## وصلات خارجية
- غوستا دانيلسون على موقع مباريات الشطرنج (الإنجليزية)
- غوستا دانيلسون على موقع 365Chess.com (الإنجليزية)
- غوستا دانيلسون على موقع Chesstempo.com (الإنجليزية)
- غوستا دانيلسون سجل أولمبياد الشطرنج على موقع OlimpBase.org (الإنجليزية)